# 水口水库 (广州)
水口水库，又称天鹿湖或天麓湖，是位于广东省广州市黄埔区联和街道的一个水库。始建于1958年，名字取于当地地名。水库库坝高21米，坝长120米，集雨面积9.6平方公里，最大库容量806立方米。